# Vicia minutiflora
Vicia minutiflora är en ärtväxtart som beskrevs av David Nathaniel Friedrich Dietrich. Vicia minutiflora ingår i släktet vickrar, och familjen ärtväxter. IUCN kategoriserar arten globalt som livskraftig. Inga underarter finns listade i Catalogue of Life.